# Zbór Kościoła Zielonoświątkowego w Mrągowie
Zbór Kościoła Zielonoświątkowego w Mrągowie – zbór Kościoła Zielonoświątkowego w RP znajdujący się w Mrągowie. Zbór powstał w 1989 roku.

## Historia
W październiku 1985 z Kętrzyna do Mrągowa przybył Franciszek Białochleb wraz z żoną i dziećmi, podejmując tu pracę ewangelizacyjną w celu powołania nowego zboru. Mrągowo zamieszkiwały wówczas także dwie inne osoby wyznania zielonoświątkowego, będące członkami zboru w Kętrzynie.
Franciszek Białochleb przebywał następnie na terenie Anglii, a po jego powrocie uchwałą Rady Zborowej w Kętrzynie w dniu 29 czerwca 1988 została utworzona placówka kętrzyńskiego zboru w Mrągowie, której siedziba znajdowała się przy ul. Słonecznej 59, a jej kierownikiem stał się Białochleb. 16 września 1988 pismo w sprawie założenia placówki w Mrągowie zostało wystosowane przez zbór w Kętrzynie do Wydziału do Spraw Wyznań Urzędu Wojewódzkiego w Olsztynie, który 17 października 1988 pozytywnie odniósł się do tej informacji. 15 listopada 1988 miało miejsce złożenie przez Franciszka Białochleba ankiety duchownego (diakona) Kościoła Zielonoświątkowego w Zarządzie tego związku wyznaniowego w Warszawie.
W początku istnienia placówki wierni spotykali się w jednym pokoju w budynku ul. Słonecznej 59. Następnie doszło do adaptacji strychu obiektu na kaplicę na 30 miejsc. 18 kwietnia 1989 w Mrągowie miał miejsce chrzest pięciu osób. Jesienią 1989 Franciszek Białochleb zainicjował prowadzenie tu ewangelizacji namiotowej, co było ważnym krokiem w rozwoju działalności misyjnej wspólnoty. Prowadzona była ona w ramach Misji Chrześcijańskiej w okresie 30 września–8 października 1989. 12 listopada 1989 w Olsztynie ochrzczonych zostało 18 osób z Mrągowa.
21 listopada 1989 zbór w Kętrzynie wystosował wniosek do zarządu Kościoła o przekształcenie mrągowskiej placówki w samodzielny zbór z siedzibą w kaplicy przy ul. Słonecznej oraz diakonem Franciszkiem Białochlebem jako pełniącym obowiązki pastora. Do pisma dołączono podpisy 21 osób będących członkami organizowanego zboru. Wniosek ten został przyjęty 12 grudnia 1989 na posiedzeniu Zarządu Kościoła Zielonoświątkowego, a następnie 19 grudnia 1989 poinformowano o tym fakcie wojewódzki Wydział do Spraw Wyznań.
Wkrótce w wyniku przyjęcia założenia o stopniowym dalszym powiększaniu się liczby członków zboru w Mrągowie w przyszłości, Franciszek Białochleb rozpoczął starania w Urzędzie Miejskim w celu powstania nowego, większego miejsca prowadzenia nabożeństw. Decyzją Naczelnika Miasta z 21 marca 1990 wspólnota pozyskała działkę przy ul. Spacerowej 2A, która została jej przekazana w użytkowanie wieczyste. Zbór nie mógł jednak wykorzystywać nowo uzyskanej nieruchomości z uwagi na proces w Naczelnym Sądzie Administracyjnym w Warszawie, jak również na brak środków finansowych na rozpoczęcie budowy tam siedziby.
W maju 1991 Białochleb rozpoczął zabiegi w celu wynajęcia dla zboru budynku kina „Mazur” przy ul. Warszawskiej 37. Poskutkowało to podpisaniem umowy z Filmoteką Olszyńską na wykorzystywanie obiektu do 2015 i spotkania wspólnoty zostały przeniesione do urządzonej tam kaplicy.
W kwietniu 1992 upłynął okres próbny dla pełniącego obowiązki pastora Franciszka Białochleba, w związku z czym Rada starszych Zboru zwróciła się do Naczelnej Rady Krajowej Kościoła Zielonoświątkowego o jego ordynację pastorską. Wniosek ten został przyjęty 19 maja 1992, po czym po porozumieniu z prezbiterem okręgowym Władysławem Plewińskim zdecydowano o przeprowadzeniu nabożeństwa ordynacyjnego 31 maja 1992, podczas którego Białochleb został wprowadzony w urząd pierwszego pastora zboru w Mrągowie.
Z powodu wysokich kosztów utrzymania budynku kina, część pomieszczeń została przez zbór podnajęta na prowadzenie działalności handlowej, dzięki czemu był on w stanie ponosić opłaty czynszowe za obiekt. Przeprowadzone zostały przez niego inwestycje związane z ogrzewaniem, jak również adaptacją sali kinowej do prowadzenia w niej nabożeństw, co wspólnota uczyniła z uwagi na wieloletnią umowę najmu. Jednakże z uwagi na późniejsze zmiany prawne, umowa dzierżawy została wypowiedziana przez właściciela. 
Od stycznia 1995 zbór wynajął salę kameralną zlokalizowaną w Młodzieżowym Domu Kultury przy ul. Jeziornej 1a. Prowadzone były tam trzy nabożeństwa tygodniowo. W obliczu braku szans na pozyskanie budynku od miasta, postanowiono o postawieniu budynku zastępczego na terenie posiadanej przez wspólnotę działki przy ul. Spacerowej 2A.
Z powodu podwyższania kwoty czynszu i potrzeby wprowadzenia oszczędności z uwagi na plany budowy siedziby, zbór korzystał z sali Młodzieżowego Domu Kultury do czerwca 1995, a następnie w wyniku porozumienia z Parafią Ewangelicko-Augsburską w Mrągowie nabożeństwa zostały przeniesione do kaplicy ewangelickiej przy ul. Kościelnej 2, za wykorzystywanie której zbór ponosił jedynie koszty elektryczności. Prowadzono tam dwa nabożeństwa tygodniowo.
W maju 1995 rozpoczęte zostały czynności administracyjne związane z budową kaplicy przy ul. Spacerowej, a prace zainaugurowane zostały 10 października 1995 i wykonywane były głównie przez członków wspólnoty. Pierwsze nabożeństwo w nowo powstałej kaplicy, określanej mianem Domu Modlitwy, miało miejsce 3 grudnia 1995. Następnie kontynuowane były prace wykończeniowe. 
Według danych na koniec 2010 zbór skupiał 100 wiernych, w tym 60 ochrzczonych członków.

## Działalność
Stanowisko pastora pełni prezb. Andrzej Krzynówek. Zbór posiada kaplicę zlokalizowaną przy ul. Spacerowej 2A. Poza nabożeństwami niedzielnymi odbywają się tygodniowe spotkania modlitewne. Działają grupy domowe, spotkania młodzieżowe, służba muzyczna oraz inicjatywa wsparcia „Telefon do przyjaciela”. Zbór prowadzi działalność misyjną na terenie zakładów karnych. Funkcjonuje także kawiarenka zborowa oraz biblioteka.